# Бен Блуши
Бен Блуши (на албански: Ben Blushi) е албански журналист, политик и писател на произведения в жанра драма, исторически роман, съвременен роман и документалистика.

## Биография и творчество
Бен Блуши е роден на 1 януари 1969 г. в Тирана, Албания. Баща му, Кичо Блуши, е известен писател в Албания. Завършва албански език и литература в Тиранския университет.
След дипломирането си е главен редактор на вестник „Koha Jonë“ (Нашето време). Сътрудничи и на „Дойче Веле“ и на Фондация „Сорос“.
Първият му роман „Të jetosh në ishull“ (Да живееш на остров) е издаден през 2008 г. Той се превръща в едно от големите литературни събития в Албания. Романът обхваща историята на албанците в Османската империя (ХV-ХVІІІ век) с широк и непротиворечив подход към ислямизацията на страната.
Вторият му исторически роман „Отело, мавърът от Валона“ е издаден през 2009 г. Действието в него се развива през XIV в., когато Венецианската република е могъща, а Валона (Вльора) е изправена пред заплахата на турските нашественици. Отело е купен като роб от богатия венецианец Албано Контарини, става приятел с по-малката му дъщеря Дездемона и израства заедно с нея. Отело е принуден да прекара много години в размирната Валона, като таи любонта си към нея. В романа съдбите на Отело, Дездемона, Яго и Касио се преплитат с тези на доктор Стефан Гика, смелото момче Андреа, който се превръща в истински герой за Валона в битките срещу турците, и турския нашественик Хамит, който иска да създаде една нова и по-добра Валона. Динамичният му сюжет не повтаря шекспировата трагедия. Романът става бестселър. През 2014 г. книгата получава наградата за литература на Европейскиясъюз.
С романът му „Shqipëria“ (Албания) от 2011 г., триптихът става културен феномен на новата албанска литература. През 2014 г. е публикувана книгата му с есета „Hëna e Shqipërisë“ (Луната на Албания).
Романите му „Kandidati“ (Кандидатът) и „KM, Kryeministri“ (Министър-председателят) стават едни от най-продаваните в Тирана съответно през 2015 г. и 2016 г
Политическа кариера
През 1998 г. става член на Социалистическата партия. Включва се активно в политиката през 1999 г. Първоначално за няколко месеца заема длъжността на заместник-министър на външните работи в кабинета на министър-председателя Фатос Нано. През през 2000 г. става префект на област Корча.
През 2001 г. става депутат в Албанския парламент и е избран в Председателството на Албанската социалистическа партия. В периода 6 септември 2001 г. – 29 януари 2002 г. е министър на образованието и науката, а в периода 29 декември 2003 г. – 1 септември 2005 г. е министър на местното самоуправление и децентрализация.
След разногласия в Социалистическата партия я напуска и през през октомври 2016 г. създава новата партия LIBRA. Става депутат от новата партия, но не спечелва място в изборите през 2017 г. През януари 2018 г. напуска партията и политиката, и става генерален директор на националната комерсиална телевизия „Top Channel“.
Бен Блуши живее със семейството си в Тирана.

## Произведения
- Të jetosh në ishull (2008)
- Otello, Arapi i Vlorës (2009) – награда за литература на Европейския съюз
Отело, мавърът от Валона, изд.: ИК „Изида“, София (2018), прев. Екатерина Търпоманова
- Shqipëria (2011)
- Hëna e Shqipërisë (2014) – сборник с есета
- Kandidati (2015)
- Letër një socialisti (2016)
- KM, Kryeministri (2016)